# Edward Krubasik
Edward G. Krubasik (Viena, 1944) é um físico alemão.

## Vida
Estudou física na Universidade de Erlangen-Nuremberg. Obteve um doutorado na Universidade de Karlsruhe.
Em 2014 foi eleito presidente da Deutsche Physikalische Gesellschaft.
Suas publicações científicas tem Índice h 4.

## Obras
- com Paul Nolte: Wege zu neuer Prosperität und Zuversicht. (= Kleine Reihe. Volume 76), GDA - Gesellschaft für Marketing und Service der Deutschen Arbeitgeber, Berlim 2005, ISBN 3936074410.